# ژان-کلود گرت
ژان-کلود گرت (انگلیسی: Jean-Claude Grèt; ۲۱ اکتبر ۱۹۳۰ – ۱۰ ژوئیهٔ ۲۰۰۱) دوچرخه‌سوار اهل سوئیس بود.